# Odersbach
Odersbach è un quartiere di Weilburg.
È situato nella parte occidentale della città.
Ospita un campeggio ed un ostello della gioventù.

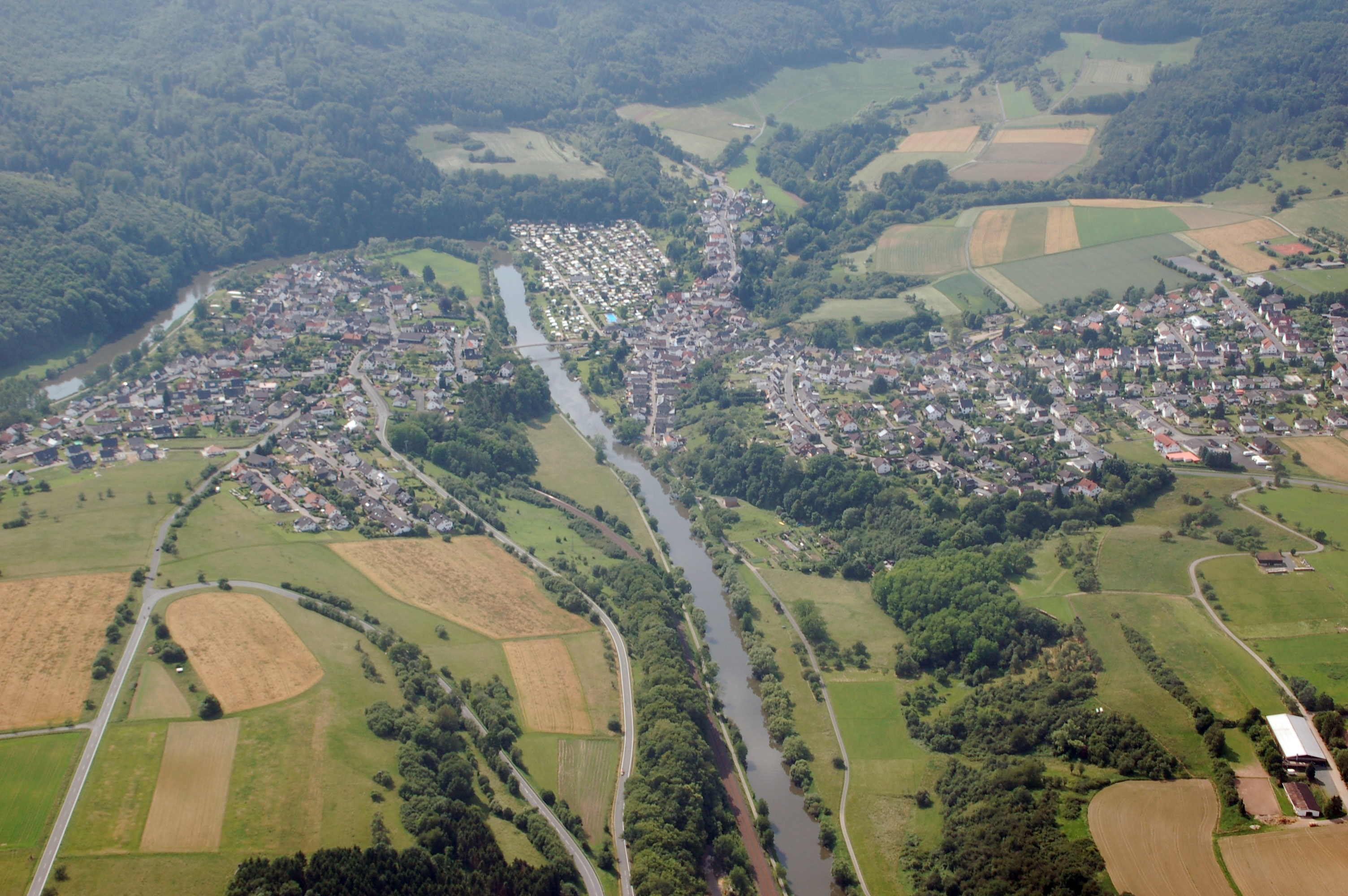
Odersbach era situato sulla riva destra del Lahn.